# Jean Noret
Jean Noret (* 18. November 1909 in La Chapelle-Gauthier; † 11. November 1990 in Paris) war ein französischer Radrennfahrer und nationaler Meister im Radsport.

## Sportliche Laufbahn
Noret war im Straßenradsport aktiv. 1931 und 1932 gewann er die nationale Meisterschaft im Mannschaftszeitfahren. Als Amateur siegte er in mehreren Eintagesrennen wie Paris–Cayeux 1930 und Paris–Chauny 1931.
1933 wurde er Berufsfahrer und blieb bis 1939 als Radprofi aktiv. Sein bedeutendster sportlicher Erfolg war der Sieg im Rennen Bordeaux–Paris 1934 vor Raymond Louviot. Er gewann Paris–L’Aigle 1933 und Paris–Caen 1934.